# Palpita submarginalis
Palpita submarginalis là một loài bướm đêm trong họ Crambidae.